# NGC 2360
NGC 2360 (również Gromada Caroline) – gromada otwarta znajdująca się w gwiazdozbiorze Wielkiego Psa. Odkryła ją Caroline Herschel 26 lutego 1783 roku. Była to pierwsza gromada odkryta przez tę astronomkę, bywa nazywana jej imieniem. 

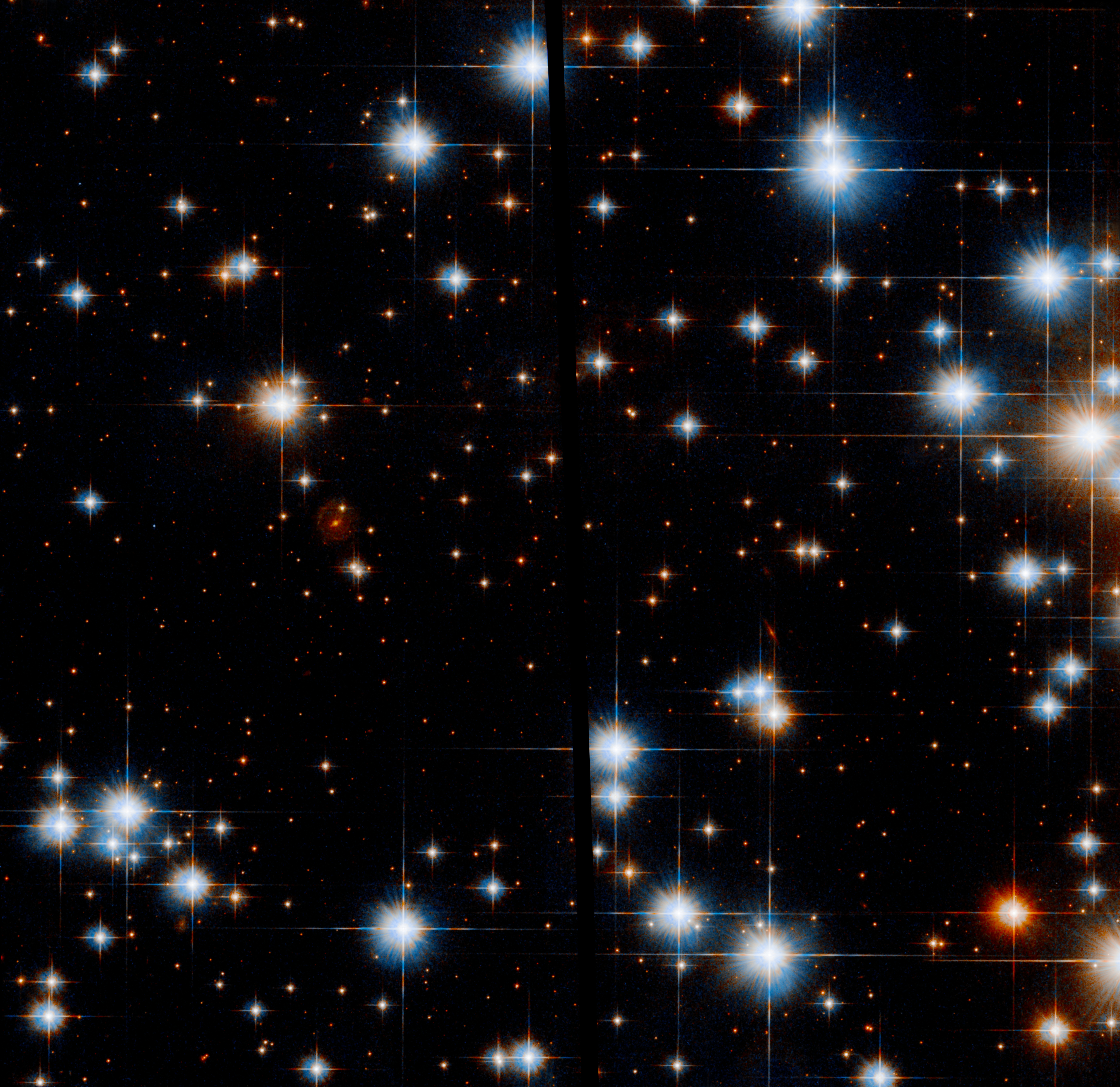
Zbliżenie gromady na zdjęciu Kosmicznego Teleskopu Hubble’a

Gromada jest położona w odległości szacunkowo 3200 lat świetlnych od Słońca i zawiera około 330 członków. Jej wiek szacowany jest w przybliżeniu na 1 miliard lat.